# Jean-Pierre Bergier
Jean-Pierre Bergier (* 1685 in Lausanne; † 10. April 1743 in Ecublens) war ein Schweizer Geistlicher.

## Leben

### Familie
Jean-Pierre Bergier war der Sohn von Ferdinand Bergier, Herr von Illens, Pont und Perey-Martin, Offizier und Magistrat in Lausanne und dessen Ehefrau Marguerite (geb. Beausire). Sein Onkel war der Pfarrer und Hochschullehrer  Gabriel Bergier.
Er war in erster Ehe seit 1713 mit Anne, Tochter des Bannerherrn Jean-Louis Bourgeois, verheiratet; in zweiter Ehe heiratete er Judith-Suzanne, Tochter des Pfarrers Samuel Dutheil.

### Werdegang
Jean-Pierre Bergier immatrikulierte sich an der Akademie Lausanne und setzte sein Theologiestudium später an der Académie de Genève fort.
Nach seiner Ordination 1709 wurde er Subdiakon in Lausanne und darauf Feldprediger im Regiment de Villars in Holland. 
Wie bereits sein Vater war er Herr von Pont und Perey-Martin.
Von 1713 bis 1736 war er Pfarrer in Le Mont und Romanel und wurde dann dritter Pfarrer in Lausanne sowie 1741 Dekan des dritten Kapitels.
Anlässlich der Hinrichtung des Freiheitskämpfers Major Jean Daniel Abraham Davel begleitete er diesen auf den Richtplatz am 24. April 1723 in Vidy.